# Керлештиј дин Деал (Олт)
Керлештиј дин Деал (рум. Cherleștii din Deal) насеље је у Румунији у округу Олт у општини Теслуј. Oпштина се налази на надморској висини од 160 m.

## Становништво
Према подацима из 2002. године у насељу је живело 587 становника.

### Попис2002.
| Расподела становништва по националности 2002.‍ | Расподела становништва по националности 2002.‍ | Расподела становништва по националности 2002.‍ | Расподела становништва по националности 2002.‍ | Расподела становништва по националности 2002.‍ |
| --------------------------------------------- | --------------------------------------------- | --------------------------------------------- | --------------------------------------------- | --------------------------------------------- |
|                                               |                                               |                                               |                                               |                                               |
| Румуни                                        | Румуни                                        |                                               | 582                                           | 99,1%                                         |
| Роми                                          | Роми                                          |                                               | 5                                             | 0,9%                                          |